# شاهین‌بی
شاهین‌بی (به ترکی استانبولی: Şahinbey) یک منطقهٔ مسکونی در ترکیه است که در استان غازی عینتاب واقع شده‌است.
نام منطقه شاهین‌بی به به دلیل تاثیر برجسته در دفاع از غازی عینتاب توسط شاهین بیگ فرمانده انقلابیون ترک که در شهر غازیانتپ در جریان جنگ استقلال ترکیه مستقر بود نامگذاری شد